# Desconcentración del turismo
La desconcentración del turismo se refiere a la extensión de las áreas de afluencia turística de una ciudad, de tal manera que el turismo y sus externalidades positivas y negativas quedan más repartidos y no tan concentrados.
Este término ha sido también utilizado para referirse al reparto uniforme del turismo en el territorio de un país o región.

## En España

### Madrid
Durante la alcaldía de Ana Botella (2011-2015), el Ayuntamiento puso en marcha el Plan Estratégico de Turismo 2012-2015 cuyos objetivos eran aumentar el número de turistas y ampliar la huella turística a nuevos espacios de la ciudad. En él se planteaban tres ámbitos de actuación:  “El Madrid + Real” (que abarca las zonas turísticas por excelencia de la ciudad: Paseo del Prado-Recoletos-Paseo de la Castellana, Madrid de los Austrias, Palacio Real-Ópera y Sol-Gran Vía-Alcalá), “Madrid Gana de Cerca” ("atractivos turísticos complementarios": Barrio de Las Letras, Eje Serrano–Jorge Juan-Barrio de Salamanca y Eje Madrid Río–Casa de Campo) y “Madrid Plays Off” ("nuevos espacios turísticos: Ejes Fuencarral–Chueca–Triball, Off-Paseo del Arte (Matadero Madrid, Casa Encendida) y Barrios de Embajadores y Lavapiés).
En la alcaldía de Manuela Carmena (2015-2019) se lanza la iniciativa “Madrid, 21 distritos que nos hacen un gran destino” cuyos objetivos eran informar a ciudadanos y visitantes sobre espacios de interés turístico en los barrios de la capital y distribuir el flujo de viajeros y los beneficios del turismo al conjunto de los distritos de la capital.
En 2018, el Departamento de Geografía de la Universidad Complutense de Madrid publicó un informe sobre la desconcentración del turismo en la ciudad de Madrid. 
Una de los proyectos del alcalde José Luis Martínez-Almeida (2019-actualidad) es la "tematización china" del distrito de Usera, que se relaciona con la desconcentración del turismo.

### Barcelona
En Barcelona, el Ayuntamiento ha centrado sus actuaciones en las playas, Besòs, Collserola y Montjuïc para así desconcentrar el turismo del centro de la ciudad, para ello se ha beneficiado de los fondos NextGeneration EU.

### Málaga
Al igual que Barcelona, en 2022, el Ayuntamiento de Málaga pone en marcha planes de sostenibilidad turística para la "descentralización sostenible de la ciudad de Málaga", con ayuda de los fondos NextGeneration EU.